# Arrival (film)
Arrival è un film del 2016 diretto da Denis Villeneuve.
È un film di fantascienza, basato sul racconto Storia della tua vita, incluso nell'antologia di racconti Storie della tua vita (Stories of Your Life and Others) di Ted Chiang. La sceneggiatura è di Eric Heisserer e ha come protagonisti Amy Adams, Jeremy Renner e Forest Whitaker. Il film è stato presentato il 2 settembre 2016 in concorso alla 73ª Mostra internazionale d'arte cinematografica di Venezia.

## Trama
Louise Banks, filologa, racconta sinteticamente la storia di sua figlia Hannah, dalla nascita fino alla scoperta di una grave malattia che la condurrà alla morte a soli dodici anni. La stessa Louise, in un corso di laurea in linguistica, si appresta a tenere una lezione universitaria, interrotta da un avvenimento straordinario di portata mondiale: dodici astronavi extraterrestri, soprannominate "gusci" da parte dei militari degli Stati Uniti, appaiono contemporaneamente in diversi luoghi della Terra. Non è chiaro il motivo per cui siano arrivate, né se vi sia una logica dietro la scelta dei luoghi dell'atterraggio. In quanto linguista affermata, Louise viene selezionata per far parte di una squadra speciale di esperti, istituita per tentare di comunicare con la specie aliena nel sito di atterraggio statunitense, nel Montana. La donna riceve l'incarico di chiedere agli alieni da dove vengano e quali siano le loro intenzioni. Anche il fisico teorico Ian Donnelly prende parte alla squadra, mentre il comando è affidato al colonnello dell'esercito statunitense Weber.
La squadra ha il primo contatto con una coppia di alieni, che chiamano eptapodi per via dei sette arti di cui sono provvisti: Ian li soprannomina "Tom e Jerry". Louise conclude che la comunicazione bidirezionale in linguaggio parlato degli alieni sarebbe impossibile: tuttavia, scopre che essi possono comunicare visivamente attraverso la loro lingua scritta, basata su frasi palindrome scritte in modo circolare che si formano a seguito dell'emissione di un gas dalla base di uno dei piedi. Con l'aiuto di Ian comincia ad analizzare i simboli fino a costituire un vocabolario di base, per poter formulare domande complesse quali il motivo del loro arrivo sulla Terra. Mentre Louise comincia a diventare più abile nell'uso del linguaggio alieno, inizia a sognare se stessa con la figlia Hannah. La studiosa spiega che, secondo l'ipotesi di Sapir-Whorf, la lingua che si usa è in grado di influenzare il pensiero e imparare una nuova lingua "riprogramma" la mente; sperimenta inoltre che l'apprendimento della lingua degli alieni, che hanno una differente concezione del tempo, le permette di avere visioni del futuro.
L'ambiguità nella traduzione diventa un problema cruciale quando, rispondendo alla domanda di Louise su quale siano le loro intenzioni, gli alieni comunicano simboli interpretabili come "offrire arma", interpretati in modi diversi dagli esperti nelle varie nazioni in cui gli alieni sono atterrati. Alcune nazioni, con le quali erano inizialmente stati condivisi dati e analisi, chiudono le comunicazioni, ritenendo il messaggio una minaccia, e si preparano ad attaccare; anche alcuni soldati statunitensi, a seguito della crescente paura alimentata dai media, decidono di installare una bomba all'interno del guscio. Louise e Ian, ignari del dispositivo, tornano sull'astronave dove gli alieni mostrano loro un'immagine costituita da centinaia di simboli. Jerry si ritira subito prima dell'esplosione, mentre Tom rimane e spinge Louise e Ian fuori dalla stanza, salvandoli. Entrambi si risvegliano nel campo base, mentre la nave aliena si allontana rendendosi irraggiungibile. Il fisico si rende conto che il concetto del tempo si presenta numerose volte nel messaggio ricevuto, e che lo scritto occupa esattamente un dodicesimo dello spazio tridimensionale in cui è proiettato: Louise capisce che il messaggio è diviso fra tutte le dodici astronavi e deduce che gli alieni vogliono che le nazioni cooperino in un gioco a somma non zero, condividendo le loro conoscenze, per comprendere l'intero messaggio.
Nel frattempo la Cina si prepara ad attaccare il guscio presso il suo territorio e Russia, Pakistan e Sudan seguono il suo esempio subito dopo. Il generale Shang dà un ultimatum agli alieni, annunciando che l'esercito cinese distruggerà il guscio se questo non abbandonerà il territorio cinese entro ventiquattr'ore. Louise si reca nuovamente dagli alieni e incontra Jerry, il quale le rivela che Tom sta morendo. Jerry le spiega che sono venuti per aiutare l'umanità, perché fra tremila anni avranno bisogno del nostro aiuto a loro volta. Louise comprende che l'"arma" o il "mezzo" è la loro lingua, in grado di cambiare la percezione lineare del tempo degli umani, permettendo loro di sperimentare "memorie" del futuro. Le premonizioni dell'ultimo incontro con Jerry fanno capire allo spettatore che tutte le visioni che ha avuto sinora Louise non erano del passato, bensì del futuro e che gli avvenimenti mostrati all'inizio del film devono ancora accadere. Prima di accomiatarsi Jerry chiede a Louise di usare il suo "mezzo", l'abilità di vedere il futuro. Quando Louise torna al campo, esso è in corso di evacuazione in previsione delle ostilità che seguiranno l'attacco cinese, che avrà luogo a breve.
La donna ha una nuova visione riguardante il futuro: diciotto mesi più tardi si trova a una celebrazione delle Nazioni Unite dove viene ringraziata dal generale Shang per averlo convinto a cambiare idea e sospendere l'attacco dell'esercito cinese. Shang le ricorda che l'aveva chiamato al suo numero di cellulare privato, mostrandoglielo e rivelandole il contenuto del messaggio. Tornata al presente, Louise ruba un telefono satellitare dalla base e chiama il generale, riferendogli - grazie alla visione - le parole in mandarino che la moglie gli aveva detto in punto di morte, convincendolo così a cessare le ostilità e riprendere la collaborazione. Le altre nazioni seguono l'esempio, e i gusci scompaiono infine nel nulla. Al momento di lasciare la base, Ian confessa il suo crescente amore per Louise, e i due discutono delle scelte della vita, e se, conoscendo il futuro, avrebbero deciso di cambiarle. Louise prevede che Ian sarà il padre di sua figlia Hannah (con nome palindromo), e che la lascerà quando scoprirà che lei sapeva che la loro figlia sarebbe morta prima di diventare adulta. Louise accetta il suo destino, nonostante sappia che Ian la lascerà nel momento in cui gli svelerà il futuro della figlia.

## Produzione
Sin dal 2012 la casa di produzione FilmNation Entertainment mise in sviluppo un adattamento, scritto da Eric Heisserer, del racconto di Ted Chiang.
Nell'aprile 2014 Deadline.com riportò che Denis Villeneuve avrebbe diretto il film, co-prodotto da FilmNation Entertainment e Lava Bear Films. Venne inoltre riportato che Amy Adams era in trattative iniziali per la parte della dottoressa Louise Banks, l'esperta linguista.
Nel maggio 2014 la Paramount Pictures annunciò di aver acquistato i diritti di distribuzione statunitensi del film, intitolato Story of Your Life e previsto il 2016. Nel marzo 2015 si unì al cast Jeremy Renner nel ruolo del fisico che aiuta il personaggio di Adams a comunicare con gli alieni. Ad aprile 2015 si aggiunse al cast Forest Whitaker, e il mese seguente entrò Michael Stuhlbarg nel ruolo dell'agente della CIA Halpern. Nel giugno 2016 il titolo del film venne modificato in Arrival.

### Riprese
Le riprese del film sono cominciate il 7 giugno 2015 a Montréal, in Québec.

## Promozione
Il primo trailer del film è stato pubblicato il 9 agosto 2016.

## Distribuzione
Arrival fu presentato il 2 settembre 2016 alla 73ª Mostra internazionale d'arte cinematografica di Venezia. Il film fu presentato anche al Toronto International Film Festival 2016, al Telluride Film Festival, e al BFI London Film Festival.
Il film fu distribuito l'11 novembre 2016 negli Stati Uniti e il 19 gennaio 2017 in Italia.

### Box office
Il film ha incassato $100.5 milioni negli USA e Canada e $102.8 milioni nel resto del mondo, per un totale di $203.4 milioni, con un budget iniziale di $47 milioni.

## Edizione italiana
Il doppiaggio italiano e la sonorizzazione sono stati effettuati presso la CDC Sefit Group, I dialoghi italiani sono stati a cura di Cecilia Gonnelli, mentre la direzione del doppiaggio è stata affidata a Simone Mori assistito da Elena Masini. I fonici di doppiaggio e missaggio sono stati rispettivamente Fabio Benedetti e Fabio Tosti.

## Accoglienza
Il film è stato accolto positivamente dalla critica cinematografica. Sull'aggregatore di recensioni Rotten Tomatoes ha un indice di gradimento del 94%, con un voto medio di 8,4 su 10 basato su 249 recensioni. Su Metacritic ha un voto di 81 su 100 basato su 52 recensioni.
David Rooney di The Hollywood Reporter ha definito il film "un maturo dramma fantascientifico che mantiene la paura e la tensione dando al tempo stesso risonanza ai temi dell'amore e della perdita". Robbie Collin del Daily Telegraph ha dato al film cinque stelle su cinque, scrivendo che è "fantascienza nella sua forma più bella e provocante". Stephanie Zacharek del Time ha apprezzato l'interpretazione di Adams e il film in generale, sottolineando il rigore nella narrazione.

## Riconoscimenti
- 2017 - Premio Oscar
  - Miglior montaggio sonoro a Sylvain Bellemare
  - Candidatura al Miglior film
  - Candidatura alla Miglior regia a Denis Villeneuve
  - Candidatura alla Miglior sceneggiatura non originale a Eric Heisserer
  - Candidatura alla Miglior fotografia a Bradford Young
  - Candidatura alla Miglior scenografia a Patrice Vermette e Paul Hotte
  - Candidatura al Miglior montaggio a Joe Walker
  - Candidatura al Miglior sonoro a Bernard Gariépy Strobl e Claude La Haye
- 2017 - Golden Globe
  - Candidatura alla Miglior attrice in un film drammatico a Amy Adams
  - Candidatura alla Migliore colonna sonora a Jóhann Jóhannsson
- 2017 - Premio BAFTA
  - Miglior sonoro a Claude La Haye, Bernard Gariépy Strobl, Sylvain Bellemare
  - Candidatura al Miglior film
  - Candidatura al Miglior regista a Denis Villeneuve
  - Candidatura alla Miglior attrice protagonista a Amy Adams
  - Candidatura alla Miglior sceneggiatura non originale a Eric Heisserer
  - Candidatura alla Miglior colonna sonora a Jóhann Jóhannsson
  - Candidatura alla Miglior fotografia a Bradford Young
  - Candidatura al Miglior montaggio a Joe Walker
  - Candidatura ai Migliori effetti visivi
- 2017 - Screen Actors Guild Awards[26]
  - Candidatura alla Miglior attrice cinematografica a Amy Adams
- 2017 - Critics' Choice Movie Awards
  - Miglior sceneggiatura non originale a Eric Heisserer
  - Miglior film fantascientifico/horror
  - Candidatura alla Miglior film
  - Candidatura alla Miglior regista a Denis Villeneuve
  - Candidatura alla Miglior attrice a Amy Adams
  - Candidatura alla Miglior colonna sonora a Jóhann Jóhannsson
  - Candidatura alla Miglior scenografia a Paul Hotte, André Valade e Patrice Vermette
  - Candidatura alla Miglior fotografia a Bradford Young
  - Candidatura al Miglior montaggio a Joe Walker
  - Candidatura ai Migliori effetti visivi
- 2016 - Mostra internazionale d'arte cinematografica di Venezia
  - Premio Arca CinemaGiovani per il miglior film in concorso
  - Premio Future Film Festival Digital Award
  - Candidatura al Leone d'oro
- 2016 - National Board of Review Awards
  - Migliori dieci film dell'anno
  - Miglior attrice a Amy Adams
- 2016 - American Film Institute
  - Migliori dieci film dell'anno
- 2017 - Writers Guild of America Award
  - Candidatura per la Miglior sceneggiatura non originale a Eric Heisserer
- 2017 - Directors Guild of America Award[27]
  - Candidatura per il Miglior regista cinematografico a Denis Villeneuve
- 2017 - AACTA International Awards
  - Candidatura per il miglior film internazionale
  - Candidatura per la miglior attrice internazionale ad Amy Adams
  - Candidatura per il miglior regista internazionale a Denis Villeneuve